# Don Simpson
Donald Clarence Simpson (ur. 29 października 1943 w Seattle, zm. 19 stycznia 1996 w Bel Air, Los Angeles) – amerykański producent filmowy, scenarzysta i aktor.
Simpson urodził się w Seattle w stanie Waszyngton, a dorastał w Anchorage na Alasce. Studiował na University of Oregon.
W latach 80. XX wieku założył wytwórnię Don Simpson/Jerry Bruckheimer Films, wspólnie z Jerrym Bruckheimerem.
Wyprodukowali takie filmy jak m.in. Flashdance, Gliniarz z Beverly Hills, Top Gun i Twierdza. W 1985 i 1988 razem z Bruckheimerem otrzymali tytuł Producentów Roku. Ich filmy zarobiły na całym świecie 3 miliardy dolarów.
Simpson został znaleziony martwy w swym domu w Los Angeles. Przyczyną zgonu było zatrucie mieszanką różnych leków.
Film Twierdza został zadedykowany jego pamięci.